# Jarnossin
Le Jarnossin est un cours d'eau de France.

## Géographie
Le Jarnossin prend sa source sur la commune de Cuinzier dans la Loire.
Long de 20,9 kilomètres, il se jette dans la Loire au niveau de Pouilly-sous-Charlieu.
C'est un cours d'eau de première catégorie, aussi appelé rivière à truite.  